# Beseritz
Beseritz est une petite commune rurale allemande du Mecklembourg appartenant à l'arrondissement du Plateau des lacs mecklembourgeois et au canton de Neverin. Sa population, en diminution, était de 145 habitants au 31 décembre 2010.

## Géographie
Le village de Beseritz se trouve entre les petites villes d'Altentreptow et de Friedland à vingt kilomètres de Neubrandenburg.

## Histoire

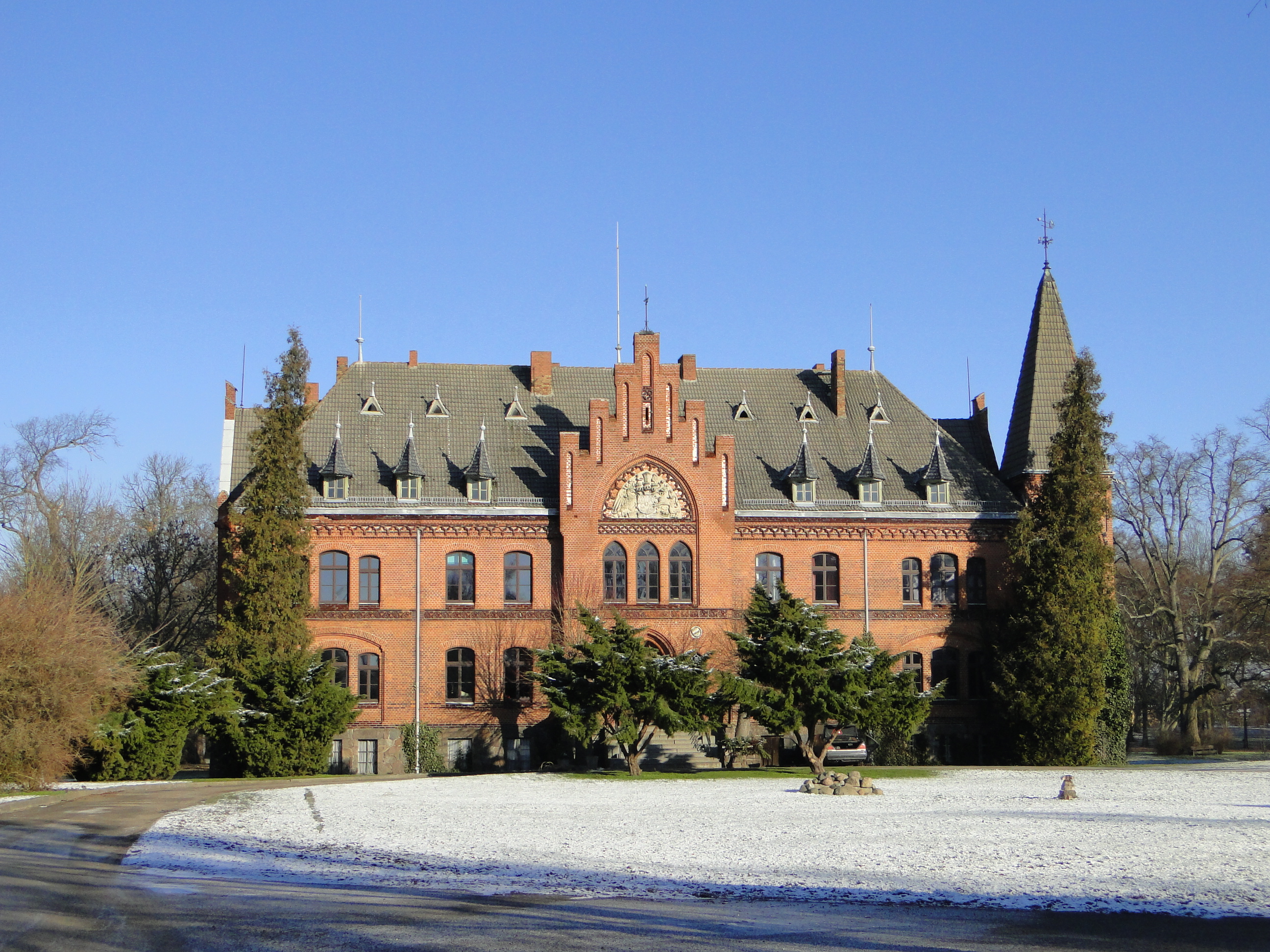
Vue du château de Beseritz

l'endroit a été mentionné, sous le nom de Miceretz pour la première fois en 946 dans la charte de fondation de l'évêché d'Havelberg. Il a été mentionné de nouveau le 20 juin 1236, sous le nom de Beseritz, lorsque Wartislaw III de Poméranie l'a donné au margrave de Brandebourg avec Stargard et Wustrow, par le traité de Kremmen. Son château a été érigé en 1880.